# Lijst van watertorens in Vlaams-Brabant
Deze (onvolledige) lijst toont een overzicht van watertorens in de provincie Vlaams-Brabant.
| Watertoren                                       | Plaats               | Provincie/gewest | Bouwjaar | Status       | Hoogte (m) | Inhoud 1 (m³) | Inhoud 2 (m³) | Architect       | Foto                             |
| ------------------------------------------------ | -------------------- | ---------------- | -------- | ------------ | ---------- | ------------- | ------------- | --------------- | -------------------------------- |
| Watertoren Alsemberg (1938)                      | Alsemberg            | Vlaams-Brabant   | 1938     | Afgebroken   | 28         | 500           |               |                 |                                  |
| Watertoren Alsemberg (2015)                      | Alsemberg            | Vlaams-Brabant   | 2015     | Operationeel | 31         | 2500          |               |                 |                                  |
| Watertoren Alsemberg (Sanatoriumstraat)          | Alsemberg            | Vlaams-Brabant   |          | Afgebroken   |            |               |               |                 |                                  |
| Watertoren Asse (Lindenpark)                     | Asse                 | Vlaams-Brabant   |          | Bewaard      |            |               |               |                 |                                  |
| Watertoren Asse (Boekfos)                        | Asse                 | Vlaams-Brabant   | 1975     | Bewaard      |            | 1000          |               | A. d'Hondt      |                                  |
| Watertoren Baal                                  | Baal                 | Vlaams-Brabant   | 1965     | Bewaard      |            | 1000          |               |                 |                                  |
| Watertoren Bekkevoort                            | Bekkevoort           | Vlaams-Brabant   | 1978     | Bewaard      |            | 1100          |               |                 |                                  |
| Watertoren Bertem                                | Bertem               | Vlaams-Brabant   | 1966     | Bewaard      |            | 700           |               |                 |                                  |
| Watertoren Bierbeek (Neervelpsestraat)           | Bierbeek             | Vlaams-Brabant   | 1968     | Bewaard      | 29         | 500           |               |                 |                                  |
| Watertoren Bierbeek (Krijkelberg)                | Bierbeek             | Vlaams-Brabant   | 1932     | Bewaard      |            | 200           |               |                 |                                  |
| Watertoren Brussegem                             | Brussegem            | Vlaams-Brabant   | 1969     | Bewaard      |            | 300           |               |                 |                                  |
| Watertoren Buizingen (Porseleinstraat)           | Buizingen            | Vlaams-Brabant   |          | Afgebroken   |            |               |               |                 |                                  |
| Watertoren Buizingen (Watertorenstraat)          | Buizingen            | Vlaams-Brabant   |          | Afgebroken   |            |               |               |                 |                                  |
| Watertoren Buizingen (Albert Denystraat)         | Buizingen            | Vlaams-Brabant   |          | Bewaard      |            |               |               |                 |                                  |
| Watertoren Buizingen (Sanatoriumlaan)            | Buizingen            | Vlaams-Brabant   | 1931     | Bewaard      |            | 250           |               |                 |                                  |
| Watertoren Diest                                 | Diest                | Vlaams-Brabant   |          | Bewaard      |            |               |               |                 |                                  |
| Watertoren Dilbeek                               | Dilbeek              | Vlaams-Brabant   | 1930     | Afgebroken   |            | 750           |               |                 |                                  |
| Watertoren Droeshout                             | Droeshout            | Vlaams-Brabant   | 1954     | Bewaard      |            | 1000          |               |                 | Watertoren in Droeshout (Opwijk) |
| Watertoren Drogenbos                             | Drogenbos            | Vlaams-Brabant   | 1930     | Bewaard      |            | 250           |               |                 |                                  |
| Watertoren Duisburg (1950)                       | Duisburg             | Vlaams-Brabant   | 1950     | Bewaard      |            | 200           |               |                 |                                  |
| Watertoren Duisburg (1978)                       | Duisburg             | Vlaams-Brabant   | 1978     | Bewaard      |            | 1000          |               |                 |                                  |
| Watertoren Everberg                              | Everberg             | Vlaams-Brabant   | 1971     | Bewaard      |            | 400           |               |                 |                                  |
| Watertoren Grimbergen                            | Grimbergen           | Vlaams-Brabant   |          | Bewaard      |            |               |               |                 |                                  |
| Watertoren Hekelgem                              | Hekelgem             | Vlaams-Brabant   |          | Bewaard      |            |               |               |                 |                                  |
| Watertoren Hoegaarden                            | Hoegaarden           | Vlaams-Brabant   | 1950     | Bewaard      |            | 400           |               |                 |                                  |
| Watertoren Hoeilaart                             | Hoeilaart            | Vlaams-Brabant   | 1930     | Bewaard      | 28         | 350           |               | Foucart         |                                  |
| Watertoren Huizingen                             | Huizingen            | Vlaams-Brabant   |          | Bewaard      |            |               |               |                 |                                  |
| Watertoren Jezus-Eik                             | Jezus-Eik            | Vlaams-Brabant   | 1938     | Bewaard      |            | 150           |               |                 |                                  |
| Watertoren Koningslo                             | Koningslo            | Vlaams-Brabant   | 1978     | Bewaard      |            | 1000          |               |                 |                                  |
| Watertoren Landen                                | Landen               | Vlaams-Brabant   | 1937     | Bewaard      |            |               |               |                 |                                  |
| Watertoren Lembeek (Kazernestraat)               | Lembeek              | Vlaams-Brabant   |          | Afgebroken   |            |               |               |                 |                                  |
| Watertoren Lembeek (Steenweg op Edingen)         | Lembeek              | Vlaams-Brabant   | 1932     | Bewaard      |            | 105           |               |                 |                                  |
| Watertoren Lembeek (Steenweg op Edingen)         | Lembeek              | Vlaams-Brabant   | 1979     | Bewaard      |            | 1000          |               |                 |                                  |
| Watertoren Leuven (Geldenaaksebaan)              | Leuven               | Vlaams-Brabant   | 1975     | Bewaard      |            | 1000          |               |                 |                                  |
| Watertoren Leuven (Karel van Lotharingenstraat)  | Leuven               | Vlaams-Brabant   |          | Bewaard      |            |               |               |                 |                                  |
| Watertoren Leuven (Sluisstraat)                  | Leuven               | Vlaams-Brabant   |          | Bewaard      |            |               |               |                 |                                  |
| Watertoren Linden                                | Linden               | Vlaams-Brabant   | 1970     | Bewaard      |            | 400           |               |                 |                                  |
| Watertoren Lot                                   | Lot                  | Vlaams-Brabant   | 1930     | Bewaard      |            | 350           |               |                 |                                  |
| Watertoren Lubbeek                               | Lubbeek              | Vlaams-Brabant   | 1979     | Bewaard      |            | 1200          |               |                 |                                  |
| Watertoren Machelen (Emmanuellaan)               | Machelen             | Vlaams-Brabant   |          | Bewaard      |            |               |               |                 |                                  |
| Watertoren Machelen (Watertorenlaan)             | Machelen             | Vlaams-Brabant   |          | Afgebroken   |            |               |               |                 |                                  |
| Watertoren Maleizen (Hoeilaartsesteenweg)        | Maleizen             | Vlaams-Brabant   | 1983     | Bewaard      |            | 1000          |               |                 |                                  |
| Watertoren Maleizen (Terhulpensesteenweg)        | Maleizen             | Vlaams-Brabant   | 1938     | Bewaard      |            | 200           |               |                 |                                  |
| Watertoren Meensel-Kiezegem                      | Meensel-Kiezegem     | Vlaams-Brabant   | 1965     | Afgebroken   |            | 500           |               |                 |                                  |
| Watertoren Meensel-Kiezegem                      | Meensel-Kiezegem     | Vlaams-Brabant   | 2010     | Bewaard      | 30         | 1500          |               | Francis Lambert |                                  |
| Watertoren Meerbeek                              | Meerbeek             | Vlaams-Brabant   |          | Bewaard      |            |               |               |                 |                                  |
| Watertoren Moorsel                               | Moorsel              | Vlaams-Brabant   | 1938     | Bewaard      |            | 60            |               |                 |                                  |
| Watertoren Oetingen                              | Oetingen             | Vlaams-Brabant   | 1968     | Bewaard      |            | 150           |               |                 |                                  |
| Watertoren Overijse (Witherendreef)              | Overijse             | Vlaams-Brabant   | 1973     | Bewaard      |            | 1000          |               |                 |                                  |
| Watertoren Overijse (Korenarenstraat)            | Overijse             | Vlaams-Brabant   | 1938     | Bewaard      |            | 150           |               |                 |                                  |
| Watertoren Ransberg                              | Ransberg             | Vlaams-Brabant   | 1968     | Bewaard      |            | 1500          |               |                 |                                  |
| Watertoren Ruisbroek                             | Ruisbroek            | Vlaams-Brabant   |          | Bewaard      |            |               |               |                 |                                  |
| Watertoren Schepdaal                             | Schepdaal            | Vlaams-Brabant   |          | Bewaard      |            | 17            |               |                 |                                  |
| Watertoren Sint-Joris-Weert                      | Sint-Joris-Weert     | Vlaams-Brabant   | 1903     |              |            |               |               |                 |                                  |
| Watertoren Sint-Pieters-Kapelle                  | Sint-Pieters-Kapelle | Vlaams-Brabant   | 1963     | Bewaard      |            | 500           |               |                 |                                  |
| Watertoren Sint-Pieters-Leeuw (Brusselbaan)      | Sint-Pieters-Leeuw   | Vlaams-Brabant   | 1934     | Bewaard      |            | 800           |               |                 |                                  |
| Watertoren Sint-Pieters-Leeuw (Bergensesteenweg) | Sint-Pieters-Leeuw   | Vlaams-Brabant   |          | Afgebroken   |            |               |               |                 |                                  |
| Watertoren Steenokkerzeel (Mechelsesteenweg)     | Steenokkerzeel       | Vlaams-Brabant   | 1937     | Bewaard      |            | 350           |               |                 |                                  |
| Watertoren Tienen (Sint-Truidensesteenweg)       | Tienen               | Vlaams-Brabant   |          | Afgebroken   |            | 300           |               |                 |                                  |
| Watertoren Tienen (Kasteelstraat)                | Tienen               | Vlaams-Brabant   | 1966     | Afgebroken   |            | 300           |               |                 |                                  |
| Watertoren Tienen (Kasteelstraat)                | Tienen               | Vlaams-Brabant   | 2002     | Bewaard      | 50         |               |               | Ortwin Deroo    |                                  |
| Watertoren Tienen (Ijzerenwegstraat)             | Tienen               | Vlaams-Brabant   |          | Afgebroken   |            |               |               |                 |                                  |
| Watertoren Vilvoorde (Koningslosteenweg)         | Vilvoorde            | Vlaams-Brabant   | 1903     |              |            |               |               |                 |                                  |
| Watertoren Vilvoorde (Lange Molenstraat)         | Vilvoorde            | Vlaams-Brabant   |          | Afgebroken   |            |               |               |                 |                                  |
| Watertoren Vilvoorde (Streekbaan)                | Vilvoorde            | Vlaams-Brabant   | 1978     | Bewaard      |            |               |               |                 |                                  |
| Watertoren Vossem                                | Vossem               | Vlaams-Brabant   |          |              |            |               |               |                 |                                  |
| Watertoren Zaventem (Chrysantenlaan)             | Zaventem             | Vlaams-Brabant   | 1960     |              |            | 600           |               |                 |                                  |
| Watertoren Zichem                                | Zichem               | Vlaams-Brabant   |          | Afgebroken   |            |               |               |                 |                                  |

Antwerpen ·
Brussel ·
Henegouwen ·
Limburg ·
Luik ·
Luxemburg ·
Namen ·
Oost-Vlaanderen ·
Vlaams-Brabant ·
Waals-Brabant ·
West-Vlaanderen
 Alsemberg (Grootbosstraat) ·
Alsemberg (Sanatoriumstraat) ·
Asse (Boekfos) ·
Asse (Lindenpark) ·
Baal ·
Bekkevoort ·
Bertem ·
Bierbeek (Krijkelberg) ·
Bierbeek (Neervelpsestraat) ·
Brussegem ·
Buizingen (Albert Denystraat) ·
Buizingen (Porseleinstraat) ·
Buizingen (Sanatoriumlaan) ·
Buizingen (Watertorenstraat) ·
Diest ·
Dilbeek ·
Droeshout ·
Drogenbos ·
Duisburg (1950) ·
Duisburg (1978) ·
Everberg ·
Grimbergen ·
Hekelgem ·
Hoegaarden ·
Hoeilaart ·
Huizingen ·
Jezus-Eik ·
Koningslo ·
Landen ·
Lembeek (1932) ·
Lembeek (1979) ·
Lembeek (Kazernestraat) ·
Leuven (Geidenaaksebaan) ·
Leuven (Karel van Lotharingenstraat) ·
Linden ·
Lot ·
Lubbeek ·
Machelen (Emmanuellaan) ·
Machelen (Watertorenlaan) ·
Maleizen (Hoeilaartsesteenweg) ·
Maleizen (Terhulpensesteenweg) ·
Meensel-Kiezegem (1965) ·
Meensel-Kiezegem (2010) ·
Meerbeek ·
Moorsel ·
Oetingen ·
Overijse (Korenarenstraat) ·
Overijse (Witherendreef) ·
Ransberg ·
Ruisbroek ·
Schepdaal ·
Sint-Agatha-Berchem ·
Sint-Pieters-Kapelle ·
Sint-Pieters-Leeuw (Bergensesteenweg) ·
Sint-Pieters-Leeuw (Brusselbaan) ·
Steenokkerzeel (Kortenbergststeenweg) ·
Steenokkerzeel (Mechelsesteenweg) ·
Tienen (1966) ·
Tienen (1999) ·
Tienen (Ijzerenwegstraat) ·
Tienen (Sint-Truidensesteenweg) ·
Vilvoorde (Lange Molenstraat) ·
Vilvoorde (Streekbaan) ·
Vossem ·
Zaventem